# SC Rot-Weiß Oberhausen-Rhld. 1904 2007-2008
Questa voce raccoglie le informazioni riguardanti il SC Rot-Weiß Oberhausen-Rhld. 1904 nelle competizioni ufficiali della stagione 2007-2008.

## Stagione
Nella stagione 2007-2008 il Rot Weiss Oberhausen, allenato da Hans-Günter Bruns, concluse il campionato di Regionalliga nord al 2º posto e fu promosso in 2. Bundesliga.

## Rosa
| N. |                     | Ruolo | Calciatore        |
| -- | ------------------- | ----- | ----------------- |
| 1  | Germania (bandiera) | P     | Christoph Semmler |
| 2  | Gambia (bandiera)   | D     | Timo Uster        |
| 3  | Germania (bandiera) | D     | Daniel Embers     |
| 4  | Grecia (bandiera)   | D     | Dimitrios Pappas  |
| 5  | Germania (bandiera) | D     | Benjamin Reichert |
| 6  | Germania (bandiera) | C     | Tobias Schäper    |
| 7  | Germania (bandiera) | C     | Thomas Tennagels  |
| 8  | Germania (bandiera) | C     | Jens Robben       |
| 9  | Germania (bandiera) | A     | Julian Lüttmann   |
| 10 | Italia (bandiera)   | A     | Mike Terranova    |
| 11 | Turchia (bandiera)  | A     | Tuncay Aksoy      |
| 13 | Germania (bandiera) | C     | David Müller      |

| N. |                     | Ruolo | Calciatore            |
| -- | ------------------- | ----- | --------------------- |
| 14 | Germania (bandiera) | C     | Tim Reichert          |
| 15 | Germania (bandiera) | C     | Marcel Landers        |
| 16 | Germania (bandiera) | D     | Thomas Schlieter      |
| 17 | Germania (bandiera) | D     | Monir Ibrahim         |
| 18 | Serbia (bandiera)   | C     | Ahmet Delic           |
| 19 | Germania (bandiera) | A     | Marcel Stiepermann    |
| 20 | Germania (bandiera) | C     | Tim Kruse             |
| 21 | Germania (bandiera) | P     | Lukas Fronczyk        |
| 22 | Turchia (bandiera)  | A     | Musa Çelik            |
| 23 | Germania (bandiera) | C     | Markus Kaya           |
|    | Germania (bandiera) | P     | Markus auf der Heiden |

## Organigramma societario
Area tecnica
- Allenatore: Hans-Günter Bruns
- Allenatore in seconda: Dieter Schulitz
- Preparatore dei portieri: Manfred Behrendt
- Preparatori atletici:
- Analisi video:

## Calciomercato

### Sessione estiva
| Acquisti | Acquisti         | Acquisti                | Acquisti |
| R.       | Nome             | da                      | Modalità |
| -------- | ---------------- | ----------------------- | -------- |
| C        | Tim Kruse        | Fortuna Düsseldorf      |          |
| A        | Julian Lüttmann  | Sportfreunde Lotte      |          |
| C        | David Müller     | TuRU Düsseldorf         |          |
| C        | Thomas Tennagels | Alemannia Aquisgrana II |          |

| Cessioni | Cessioni          | Cessioni             | Cessioni |
| R.       | Nome              | a                    | Modalità |
| -------- | ----------------- | -------------------- | -------- |
| C        | Muhammed Attris   | Straelen             |          |
| A        | Dominik Jansen    | Arminia Bielefeld II |          |
| D        | Mehmet Özer       | TSV Meerbusch        |          |
| C        | Thomas Rietz      | Schwarz-Weiß Essen   |          |
| A        | Stephan Schneider | Homberg              |          |

### Sessione invernale
| Acquisti | Acquisti | Acquisti | Acquisti |
| R.       | Nome     | da       | Modalità |
| -------- | -------- | -------- | -------- |

| Cessioni | Cessioni      | Cessioni  | Cessioni |
| R.       | Nome          | a         | Modalità |
| -------- | ------------- | --------- | -------- |
| C        | Marc Narewsky | Wuppertal |          |

## Risultati

### Regionalliga

#### Girone di andata
| Arbitro: | Gagelmann |

|            |           |                                              |
| Lorenz 88’ | Marcatori | 33’, 90’ (rig.) Kaya 75’ Lüttmann 81’ Müller |

| Arbitro: | Gräfe |

|  |           |              |
|  | Marcatori | 84’ Lintjens |

| Arbitro: | Wenkel |

|                           |           |                         |
| Heider 26’, 44’ Peitz 83’ | Marcatori | 75’ Terranova 76’ Aksoy |

| Oberhausen 18 agosto 2007, ore 14:00 CEST 4ª giornata | RW Oberhausen | 0 – 0 referto | Energie Cottbus II | Niederrheinstadion (2 631 spett.)\| Arbitro: \| Fischer \| |
| Arbitro:                                              | Fischer       |               |                    |                                                            |

| Amburgo 25 agosto 2007, ore 14:00 CEST 5ª giornata | Amburgo II | 0 – 0 referto | RW Oberhausen | Wolfgang-Meyer-Sportanlage (470 spett.)\| Arbitro: \| Joerend \| |
| Arbitro:                                           | Joerend    |               |               |                                                                  |

| Arbitro: | Weiner |

|  |           |           |
|  | Marcatori | 61’ Dobrý |

| Arbitro: | Trautmann |

|                 |           |                             |
| Ende 88’ (rig.) | Marcatori | 2’ (rig.) Kaya 78’ Lüttmann |

| Arbitro: | Thielert |

|                            |           |             |
| Müller 39’ Beer 48’ (aut.) | Marcatori | 69’ Gerster |

| Lubecca 15 settembre 2007, ore 14:00 CEST 9ª giornata | Lubecca | 0 – 0 referto | RW Oberhausen | Stadion an der Lohmühle (3 200 spett.)\| Arbitro: \| Ittrich \| |
| Arbitro:                                              | Ittrich |               |               |                                                                 |

| 22 settembre 2007 10ª giornata |  | – turno di riposo |  |  |

| Arbitro: | Steinhaus-Webb |

|                        |           |                   |
| Terranova 3’ Kruse 51’ | Marcatori | 30’, 45’ Kastrati |

| Arbitro: | Metzen |

|              |           |                                   |
| Stahlberg 2’ | Marcatori | 24’ Müller 56’ Kaya 81’ Terranova |

| Arbitro: | Helwig |

|                                     |           |             |
| Terranova 27’ Robben 57’ Müller 87’ | Marcatori | 16’ Senesie |

| Arbitro: | Lupp |

|                    |           |  |
| Neitzel 3’ Zedi 5’ | Marcatori |  |

| Arbitro: | Gerber |

|                                                            |           |  |
| Lüttmann 16’ Terranova 32’, 69’ Kaya 36’ (rig.) Robben 39’ | Marcatori |  |

| Arbitro: | Gorniak |

|                            |           |               |
| Schembri 51’ Rodrigues 86’ | Marcatori | 71’ Schlieter |

| Arbitro: | Metzen |

|                                  |           |                |
| Lüttmann 11’ Kaya 53’ Müller 57’ | Marcatori | 49’, 60’ Biran |

| Arbitro: | Preuß |

|           |           |                            |
| Çinaz 12’ | Marcatori | 23’ Terranova 58’ Lüttmann |

| Arbitro: | Ittrich |

|                                          |           |  |
| Lüttmann 34’ Schlieter 58’ Terranova 72’ | Marcatori |  |

#### Girone di ritorno
| Arbitro: | Schriever |

|              |           |  |
| Lüttmann 54’ | Marcatori |  |

| Arbitro: | Steinhaus-Webb |

|                      |           |  |
| Sağlık 30’ Dogan 90’ | Marcatori |  |

| Arbitro: | Preuß |

|            |           |                       |
| Pappas 78’ | Marcatori | 57’ Löning 68’ Grundt |

| Cottbus 23 febbraio 2008, ore 14:00 CET 23ª giornata | Energie Cottbus II | 0 – 0 referto | RW Oberhausen | Stadion der Freundschaft (586 spett.)\| Arbitro: \| Steinhaus-Webb \| |
| Arbitro:                                             | Steinhaus-Webb     |               |               |                                                                       |

| Arbitro: | Trautmann |

|                                                      |           |                |
| Terranova 2’, 71’ Lüttmann 33’ Pappas 56’ Müller 89’ | Marcatori | 49’ Chrisantus |

| Arbitro: | Schriever |

|  |           |                            |
|  | Marcatori | 29’ (rig.) Kaya 75’ Müller |

| Arbitro: | Helwig |

|                                                |           |                 |
| Lüttmann 2’ Schlieter 28’ Kaya 45’ (rig.), 90’ | Marcatori | 33’, 61’ Mainka |

| Magdeburgo 22 marzo 2008, ore 14:00 CET 27ª giornata | Magdeburgo | 0 – 0 referto | RW Oberhausen | Stadion Magdeburg (12 652 spett.)\| Arbitro: \| Gerber \| |
| Arbitro:                                             | Gerber     |               |               |                                                           |

| Arbitro: | Fischer |

|                         |           |  |
| Terranova 49’, 57’, 59’ | Marcatori |  |

| 5 aprile 2008 29ª giornata |  | – turno di riposo |  |  |

| Arbitro: | Steinhaus-Webb |

|                                 |           |  |
| Christ 6’ Lambertz 75’ Cebe 90’ | Marcatori |  |

| Oberhausen 19 aprile 2008, ore 14:15 CEST 31ª giornata | RW Oberhausen | 0 – 0 referto | LR Ahlen | Niederrheinstadion (5 355 spett.)\| Arbitro: \| Anklam \| |
| Arbitro:                                               | Anklam        |               |          |                                                           |

| Dortmund 27 aprile 2008, ore 14:00 CEST 32ª giornata | Borussia Dortmund II | 0 – 0 referto | RW Oberhausen | Signal Iduna Park (3 163 spett.)\| Arbitro: \| Pflaum \| |
| Arbitro:                                             | Pflaum               |               |               |                                                          |

| Arbitro: | Walz |

|                                   |           |                           |
| Terranova 24’ Kaya 48’ Robben 67’ | Marcatori | 18’ Vujanović 69’ Neitzel |

| Arbitro: | Dingert |

|  |           |                                                  |
|  | Marcatori | 38’ Schlieter 40’ Robben 48’ Terranova 80’ Çelik |

| Arbitro: | Christ |

|                          |           |  |
| Terranova 19’ Müller 66’ | Marcatori |  |

| Arbitro: | Kampka |

|             |           |                                        |
| Hartwig 71’ | Marcatori | 13’, 58’ Robben 14’ Kaya 19’ Schlieter |

| Oberhausen 24 maggio 2008, ore 14:00 CEST 37ª giornata | RW Oberhausen | 0 – 0 referto | Rot-Weiß Erfurt | Niederrheinstadion (15 192 spett.)\| Arbitro: \| Kempter \| |
| Arbitro:                                               | Kempter       |               |                 |                                                             |

| Arbitro: | Stark |

|  |           |                                 |
|  | Marcatori | 14’, 68’ Terranova 26’ Lüttmann |

## Statistiche

### Statistiche di squadra
| Competizione      | Punti | In casa | In casa | In casa | In casa | In casa | In casa | In trasferta | In trasferta | In trasferta | In trasferta | In trasferta | In trasferta | Totale | Totale | Totale | Totale | Totale | Totale | DR  |
| Competizione      | Punti | G       | V       | N       | P       | Gf      | Gs      | G            | V            | N            | P            | Gf           | Gs           | G      | V      | N      | P      | Gf     | Gs     | DR  |
| ----------------- | ----- | ------- | ------- | ------- | ------- | ------- | ------- | ------------ | ------------ | ------------ | ------------ | ------------ | ------------ | ------ | ------ | ------ | ------ | ------ | ------ | --- |
| Regionalliga nord | 66    | 18      | 11      | 4       | 3       | 37      | 15      | 18           | 8            | 5            | 5            | 27           | 17           | 36     | 19     | 9      | 8      | 64     | 32     | +32 |
| Totale            | 66    | 18      | 11      | 4       | 3       | 37      | 15      | 18           | 8            | 5            | 5            | 27           | 17           | 36     | 19     | 9      | 8      | 64     | 32     | +32 |

### Andamento in campionato
| Giornata  | 1 | 2 | 3  | 4  | 5  | 6  | 7  | 8 | 9 | 10 | 11 | 12 | 13 | 14 | 15 | 16 | 17 | 18 | 19 | 20 | 21 | 22 | 23 | 24 | 25 | 26 | 27 | 28 | 29 | 30 | 31 | 32 | 33 | 34 | 35 | 36 | 37 | 38 |
| --------- | - | - | -- | -- | -- | -- | -- | - | - | -- | -- | -- | -- | -- | -- | -- | -- | -- | -- | -- | -- | -- | -- | -- | -- | -- | -- | -- | -- | -- | -- | -- | -- | -- | -- | -- | -- | -- |
| Luogo     | T | C | T  | C  | T  | C  | T  | C | T |    | C  | T  | C  | T  | C  | T  | C  | T  | C  | C  | T  | C  | T  | C  | T  | C  | T  | C  |    | T  | C  | T  | C  | T  | C  | T  | C  | T  |
| Risultato | V | P | P  | N  | N  | P  | V  | V | N |    | N  | V  | V  | P  | V  | P  | V  | V  | V  | V  | P  | P  | N  | V  | V  | V  | N  | V  |    | P  | N  | N  | V  | V  | V  | V  | N  | V  |
| Posizione | 2 | 6 | 10 | 11 | 12 | 14 | 11 | 6 | 7 | 10 | 10 | 8  | 6  | 8  | 6  | 8  | 6  | 5  | 4  | 2  | 3  | 7  | 9  | 5  | 3  | 1  | 1  | 1  | 1  | 2  | 4  | 2  | 2  | 2  | 2  | 2  | 2  | 2  |

Legenda:

Luogo: C = Casa; T = Trasferta. Risultato: V = Vittoria; N = Pareggio; P = Sconfitta.

### Statistiche dei giocatori
| T. Aksoy       | 29 | 1  | 2 | 0 |
| A. Delic       | 2  | 0  | 0 | 0 |
| D. Embers      | 34 | 0  | 6 | 0 |
| L. Fronczyk    | 0  | 0  | 0 | 0 |
| M. Heiden      | 0  | 0  | 0 | 0 |
| M. Ibrahim     | 4  | 0  | 0 | 0 |
| M. Kaya        | 35 | 11 | 5 | 0 |
| T. Kruse       | 34 | 1  | 8 | 0 |
| M. Landers     | 35 | 0  | 3 | 0 |
| J. Lüttmann    | 34 | 10 | 2 | 0 |
| D. Müller      | 35 | 8  | 3 | 1 |
| M. Narewsky    | 12 | 0  | 4 | 0 |
| D. Pappas      | 35 | 2  | 6 | 0 |
| B. Reichert    | 28 | 0  | 3 | 0 |
| T. Reichert    | 13 | 0  | 1 | 0 |
| J. Robben      | 30 | 6  | 5 | 1 |
| T. Schlieter   | 32 | 5  | 1 | 0 |
| T. Schäper     | 5  | 0  | 0 | 0 |
| C. Semmler     | 36 | 0  | 3 | 0 |
| M. Stiepermann | 0  | 0  | 0 | 0 |
| T. Tennagels   | 12 | 0  | 2 | 0 |
| M. Terranova   | 36 | 18 | 5 | 0 |
| T. Uster       | 6  | 0  | 1 | 0 |
| M. Çelik       | 10 | 1  | 1 | 1 |